# Adenodolichos
Genre
Adenodolichos est un genre de plantes à fleurs dicotylédones de la famille des Fabaceae, sous-famille des Faboideae, originaire des régions tropicales d'Afrique, qui comprend une vingtaine d'espèces acceptées.

## Liste d'espèces
Selon The Plant List (3 octobre 2018) :
- Adenodolichos acutifoliolatus Verdc.
- Adenodolichos anchietae (Hiern) Harms
- Adenodolichos baumii Harms
- Adenodolichos bequaertii De Wild.
- Adenodolichos brevipetiolatus R.Wilczek
- Adenodolichos caeruleus R.Wilczek
- Adenodolichos exellii Torre
- Adenodolichos grandifoliolatus De Wild.
- Adenodolichos harmsianus De Wild.
- Adenodolichos helenae Buscal. & Muschl.
- Adenodolichos huillensis Torre
- Adenodolichos kaessneri Harms
- Adenodolichos katangensis R.Wilczek
- Adenodolichos mendesii Torre
- Adenodolichos oblongifoliolatus R.Wilczek
- Adenodolichos obtusifolius R.E.Fr.
- Adenodolichos paniculatus (Hua) Hutch.
- Adenodolichos punctatus (Micheli) Harms
- Adenodolichos rhomboideus (O.Hoffm.) Harms
- Adenodolichos rupestris Verdc.
- Adenodolichos salviifoliolatus R.Wilczek
- Adenodolichos upembaensis R.Wilczek